# 嘉手納弾薬庫地区

嘉手納弾薬庫の施設

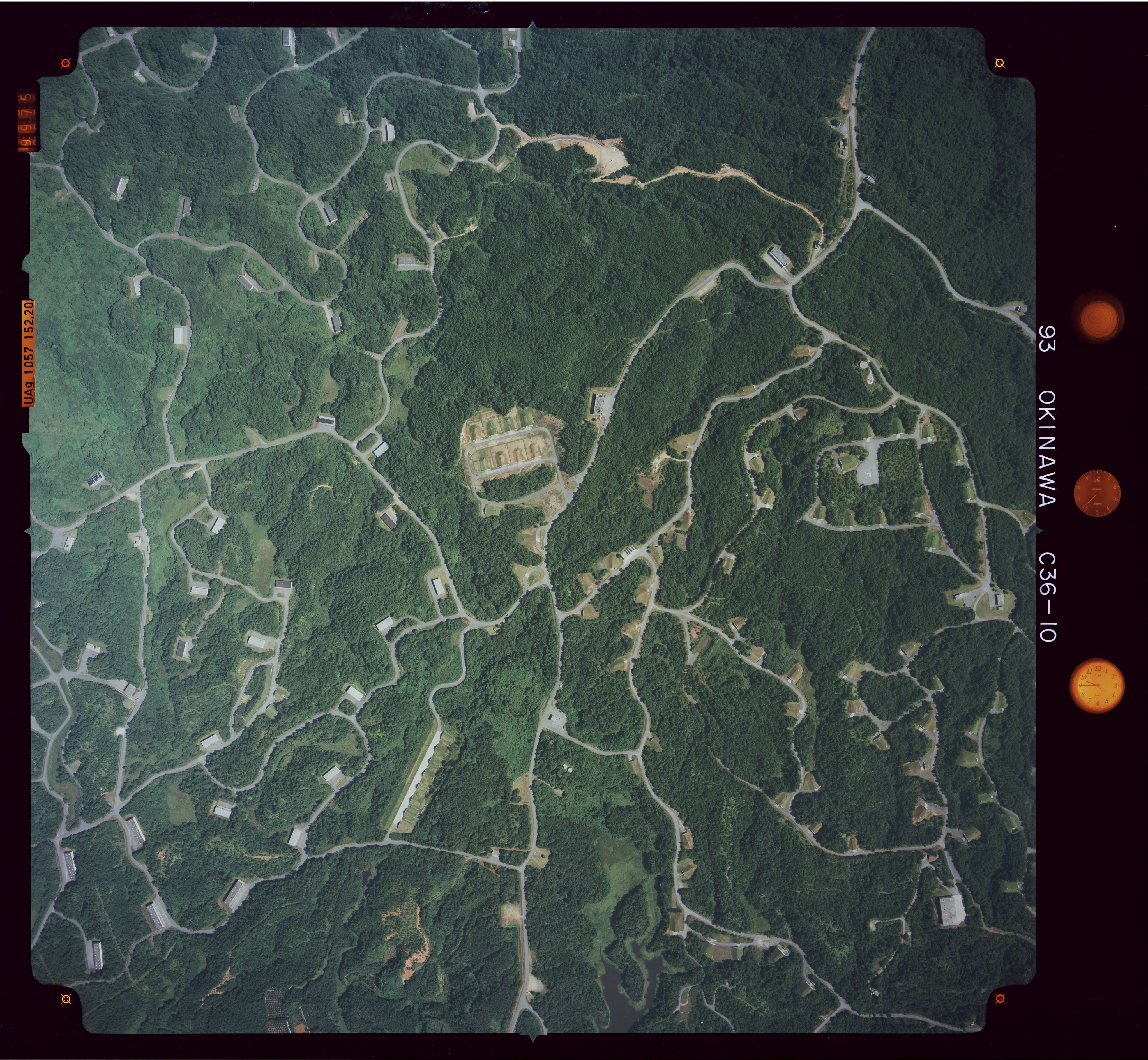
空から見た嘉手納弾薬庫 空中写真の一部 (OKC931-C36-10)

嘉手納弾薬庫地区（かでなだんやくこちく、Kadena Ammunition Storage Area）は、沖縄島中部にある広大な在日米軍基地である。総面積は約27.2㎢に及び、沖縄県読谷村（10.7㎢）、沖縄市（8.7㎢）、嘉手納町（3.4㎢）、恩納村（2.5㎢）、うるま市（1.8㎢）にまたがる。覆土式、野積式、上屋式の各種弾薬庫をはじめ各種施設が広範囲にひろがっている。

## 概要
広大な面積を有する嘉手納弾薬庫地区は、嘉手納飛行場に隣接する広大な面積を有す。空軍が管理し弾薬の貯蔵、整備を行うなど、四軍全部の任務を支援している。
- 施設面積：26,585,000m2
  - 恩納村（字真栄田、字山田、字塩屋、字宇加地）
  - うるま市（字栄野比、石川山城、石川楚南）
  - 読谷村（字喜名、字座喜味、字長浜、字長田、字親志、字牧原、字大湾、字伊良皆、字比謝）
  - 嘉手納町（字久得）
  - 沖縄市（字白川、字御殿敷、字倉敷、字知花、字大工廻、字宇久田）
- 地主数：4,669人
- 年間賃借料：10,806百万円（2012年度）
- 駐留軍従業員数：287人[2]

### 運営
- 管理部隊名：第18航空団第18任務支援群司令部（空軍地区）、在沖縄海兵隊キャンプ・バトラー基地司令部（海兵隊地区）
- 使用部隊名：第18航空団第18整備群第18弾薬中隊・第18整備中隊、米軍運輸管理部隊（陸軍）、米国陸軍第505燃料補給大隊、海軍兵器部[3]

しばしば爆発音を伴う防災訓練が行われており、周辺住民から苦情が寄せられている。
地区内にある上水道の導水管や調整タンク、沖縄電力の施設、畜産施設、一般廃棄物最終処分場、自衛隊の火薬類貯蔵施設などは日米の共同利用施設とされている
地区内にはリュウキュウマツやスダジイの群落を含む山林が広がっている。ほぼ全域が比謝川の流域であり、また倉敷ダム沖縄島中部における重要な水源涵養地域となっている。
1972年に名称が統合された。
| FAC6022 | 嘉手納弾薬庫地区 | 嘉手納弾薬庫               |                  |
| FAC6022 | 嘉手納弾薬庫地区 | 比謝川サイト               |                  |
| FAC6022 | 嘉手納弾薬庫地区 | 波平弾薬庫                 |                  |
| FAC6022 | 嘉手納弾薬庫地区 | 読谷合同廃弾処理場         |                  |
| FAC6022 | 嘉手納弾薬庫地区 | 陸軍混成サーヴィス群弾薬庫 |                  |
| FAC6022 | 嘉手納弾薬庫地区 | 知花弾薬庫                 | レッドハット作戦 |
| FAC6022 | 嘉手納弾薬庫地区 | 嘉手納ヴォルタック施設     |                  |
| FAC6022 | 嘉手納弾薬庫地区 | 嘉手納タカン施設           |                  |
| FAC6022 | 嘉手納弾薬庫地区 | 東恩納弾薬庫               | C表              |

## 歴史
- 1945年2月28日付の米軍資料では、既に米軍は日本軍が詳細な全島の日本軍事施設を解析し、御殿敷（うどんしき）周辺には何カ所かに地下貯蔵施設があると記している[6]。
- 1945年4月1日：無血上陸であったためアメリカ軍が沖縄島に上陸するとともに東側に侵攻し、占領と共に使用を開始した。まず嘉手納飛行場に隣接する地域に嘉手納弾薬庫、比謝川サイト、波平弾薬庫が構築され、後に次々と読谷合同弾薬処理場、陸軍サービス弾薬庫、知花弾薬庫、嘉手納タカン施設、嘉手納ボルタック施設、東恩納弾薬庫などが増築された。
- 1969年：知花弾薬庫で毒ガスの事故が発生したことから問題となる。
- 1971年9月10日：毒ガスがジョンストン島へ移される。レッドハット作戦。
- 1971年6月30日 東恩納弾薬庫の一部（約94.7ha）を返還 (C表)
- 1972年（昭和47年）5月15日：沖縄返還を機に統合され嘉手納弾薬庫地区となった。陸上自衛隊が知花サイト (150千㎡) と嘉手納弾薬庫の一部 (20千㎡) の共同使用を開始。
- 1973年5月1日：陸上自衛隊のコザ分屯地が開設[7]。
- 1974年4月11日：コザ分屯地が白川分屯地に改称[8]。
- 1977年11月30日：隣接する嘉手納弾薬庫の一部 (11千㎡) が移管。

- 1978年 7月：陸軍弾薬は大韓民国や中近東へ移された。10月には施設管理権が陸軍から空軍へ移管。
- 2008年（平成20年）12月：同地域内に屋内射撃場が完成したことにより小銃射撃訓練等のための転地訓練が不要となった[9]。

### 東恩納弾薬庫
1971年6月30日：東恩納弾薬庫の一部（約94.7ha）を返還（返還協定了C表）。
1976年8月30日：南部弾薬庫及び那覇空軍・海軍補助施設の瀬長島海軍弾薬庫を移設。
1983年3月31日：瑞慶山ダム（現倉敷ダム）用地となる沖縄市と具志川市の約45.2haを返還。  
1992年5月14日：国道58号の旧東恩納弾薬庫地区、約0.2haを返還。
2000年2月29日：石川バイパス用地、約2haを返還。
2006年10月31日：陸上自衛隊の覆道式射場及び訓練用地のため、約58.4haを返還。沖縄市の東門市長は土地の自衛隊への移管に反対の意向を示した。
2009年1月13日：県内初となる陸上自衛隊の屋内射撃訓練施設が完成した。
2010年2月29日：米軍施設泡瀬ゴルフ場の約46.8haの返還条件として、既に返還済みであった旧東恩納弾薬庫170.7haの敷地に米軍のゴルフ場を建設、タイヨーゴルフコースとして提供した。泡瀬ゴルフ場は5,765 ヤードで110エーカーであったが、日本が米軍に提供する新設のゴルフ場は6,800ヤードで247エーカーという格段のグレードアップであり、海兵隊公式サイトは新設ゴルフ場を、泡瀬ゴルフ場より「何光年も先をいく」ゴルフ場と評している。泡瀬よりもグリーンは75%も広くなり、二階建てのカジノ併設のクラブハウスや練習場も併設されている。

## 返還区域

### 1978年 不発弾処理場の返還
座喜味城の東側に位置していた嘉手納弾薬庫の不発弾処理場は住居区域に近く、また処理運営も雑で大きな爆破音と無数の鉄の破片が飛散し住民の恐怖の的となっていた。また1973年には嘉手納弾薬庫内の知花弾薬庫で毒ガス事故 (レッドハット) が発生し、脅威がさらに高まった。人々は弾薬の爆破処理に抵抗し、抗議の声をあげたが、そんな時期に、日米合同委員会が不発弾処理場を日米共同使用とすることを合意していたことが明らかになり、住民の脅威と怒りは増大した。読谷村は、那覇防衛施設局や陸上自衛隊第1混成団特別不発弾処理班、沖縄総合事務局へ現場調査を求め、いったんは不発弾処理作業の中止が約束されたが、1975年に米軍は一方的に使用再開を通告した。住民は不発弾処理場入口で座り込みをつづけ、粘り強い抗議でもって不発弾処理場と集積所を閉鎖させた。
1978年、不発弾処理場は返還された。
地元主導の山間地を生かした跡地開発を模索する中、読谷村は喜納焼の発祥地であり、都市化する那覇市の壺屋で登り窯が不可能になってきたということで、ヤチムンの里の構想が始まった。既に南側では1974年に人間国宝の金城次郎が窯を移しており、読谷のヤチムンの里は大きく進展した。

## 関連する事件事故

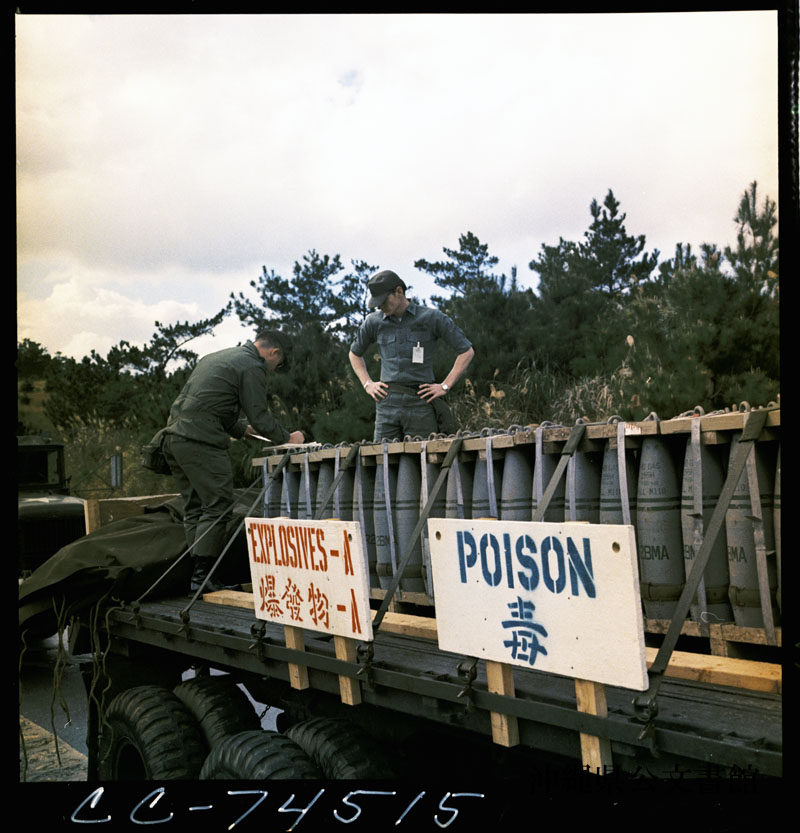
毒ガス移送

- 1969年7月18日: レッドハット毒ガス事故 - 知花弾薬庫内の「レッド・ハット・エリア」で第267化学部隊が定期メンテナンス中、化学兵器から少量のGBガスが漏出し、兵士及び民間人合わせて24名が中毒症状を示したことがアメリカ公文書館の記録の記録に残されている。そのVXガス漏れ事故7月18日にウォール・ストリート・ジャーナルが記事にして問題となる。
- 1971年1月1日～9月7日: レッドハット作戦 - 第267化学部隊が、150トンの化学兵器をジョンストン島に移送するため、知花弾薬庫から天願桟橋への輸送準備を行ったこと。ブチルスーツを着た第267化学部隊の隊員は、GBガス（サリン）漏れを検知するため、化学兵器庫1828号でウサギを使った。ウサギは全部後から殺処分。

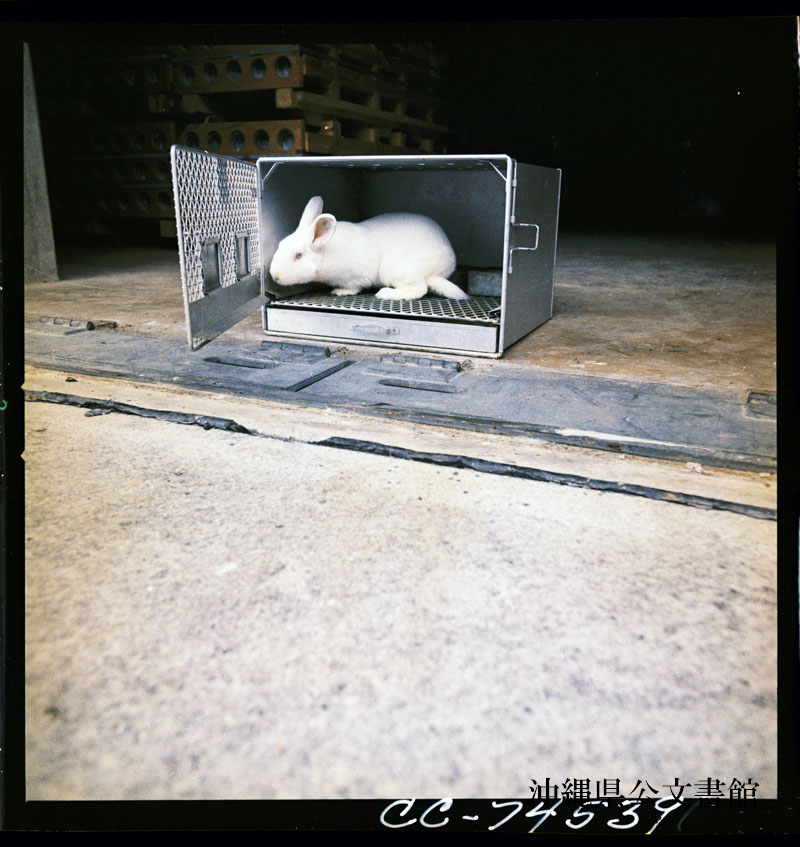
レッドハット作戦（毒ガス移送）沖縄、知花弾薬庫 1971年1月 撮影 米国陸軍通信隊

- 1972年6月26日 知花弾薬庫で、CSガス (催涙ガス) の袋を運搬作業中にその袋の一部を破損したためガスが漏れ、米兵数人と日本人従業員１人が被害を受けた。11月7日 知花弾薬庫で草刈り作業のためクレーダーを操作中、CS剤の入った袋を破損したため、ガスが漏れ日本人従業員２人が被害を受けた。
- 1973年1月11日 読谷村(座喜味、喜名、伊良皆、古堅)旧読谷合同廃弾処理場において、CS-1剤が中和作業中に漏れたため、授業中の読谷高校等、広範囲にわたる数十人の住民が眼、鼻、のどの痛みを訴える被害を受けた。
- 1975年7月9日 嘉手納町旧知花弾薬庫地域の廃弾保存庫内で爆発事故が発生し、建物が吹き飛ばされ、付近約 100ｍ四方に破片が飛散した。この爆発で火災が起こり、付近の原野が翌未明まで燃え続けた。
- 1978年5月 読谷村基地内の工事等によって降雨時に赤土が流出し、比謝川から残波岬まで広範囲に汚染された。
- 1983年4月1日 嘉手納町県道74号線沿いの嘉手納弾薬庫地区内で、廃棄物を土で埋める作業をしていた米軍のブルドーザーが下水道管を破損。
- 1994年4月4日 第18航空団第44戦闘中隊所属のF-15C戦闘機が、離陸直後に嘉手納弾薬庫地区内の黙認耕作地に墜落炎上。乗員は脱出。
- 1996年8月19日 沖縄市白川の嘉手納弾薬庫地区内の黙認耕作地で、米軍管理のマンホールから汚水が流出。
- 1998年8月12日 嘉手納弾薬庫内の黙認耕作地排水パイプが破裂し、汚水流出。大雨による土砂崩れで配水管破裂が原因。
- 2000年1月5日 知花住宅地区のボイラー室から油が漏れて比謝川へ流れ出る。比謝川ポンプ場で取水が18時間停止された。
- 2002年12月9日 泡瀬ゴルフ場の移設先である嘉手納弾薬庫地区で文化財の調査中に、機関銃弾1ケース(200発)が発見された。
- 2010年12月22日 嘉手納弾薬庫地区でジェット燃料40ガロン(約151.4L)流出、うち10ガロン(37.9L)が比謝川に流出した。
- 2011年8月6日 台風9号の冠水で嘉手納弾薬庫地区内ディーゼル発電機用のディーゼル燃料が流出した。流出量は不明。
- 2012年3月21日 嘉手納弾薬庫地区内タンクからディーゼル燃料約30ガロン(114 リットル)が流出。[15]

## 参考項目
沖縄の米軍基地